# Järvträsket (Burträsks socken, Västerbotten, 715639-170589)
För andra betydelser, se Järvträsk (olika betydelser).
Järvträsket är en sjö i Skellefteå kommun i Västerbotten och ingår i Rickleåns huvudavrinningsområde. Sjön är 15 meter djup, har en yta på 0,965 kvadratkilometer och är belägen 258 meter över havet. Sjön avvattnas av vattendraget Järvträskbäcken.

## Delavrinningsområde
Järvträsket ingår i det delavrinningsområde (715724-170566) som SMHI kallar för Ovan Myrträskbäcken. Medelhöjden är 266 meter över havet och ytan är 14,92 kvadratkilometer. Det finns inga avrinningsområden uppströms utan avrinningsområdet är högsta punkten. Järvträskbäcken som avvattnar avrinningsområdet har biflödesordning 3, vilket innebär att vattnet flödar genom totalt 3 vattendrag innan det når havet efter 79 kilometer. Avrinningsområdet består mestadels av skog (69 procent) och sankmarker (16 procent). Avrinningsområdet har 1,93 kvadratkilometer vattenytor vilket ger det en sjöprocent på 12,9 procent.